# 保衛列寧格勒獎章

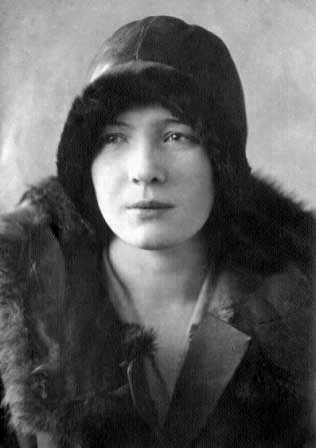
奧莉加伯格霍爾茲，列寧格勒保衛戰期間的一位電台廣播員，保衛列寧格勒獎章的獲獎者

保衛列寧格勒獎章（俄语：Медаль «За оборону Ленинграда»）是蘇聯在1942年12月22日由蘇聯最高蘇維埃主席團頒令設立的一種戰役獎章，以嘉許及認可蘇聯平民及軍事人員在列寧格勒保衛戰，由1941年9月8日至1944年1月27日，共872日圍城期間對納粹德軍及芬蘭軍的艱苦及英勇抗戰。有147万人被授予了保卫列宁格勒奖章。

## 頒授情況
保衛列寧格勒獎章授予給所有參與列寧格勒保衛戰的紅軍、紅海軍及內務人民委員部隊的軍事人員，以及參與保衛戰的平民。
此獎章是以蘇聯最高蘇維埃主席團的名義頒授，根據所在部隊主官、軍事醫療機構、地區或城市政府有關其實際參與情況的文件而頒發。
現役人員的獎章由其部隊主官頒授，退役人員從所在社區的分區、城市或地區軍事委員獲得其獎章，平民獲獎者則由城市或地區人民代表大會頒授；與獎章同時頒發的還有一張證書。
對於在戰役中陣亡或在獎章設立前去世的獲獎者，此獎章將追授予其家人。

## 勳章制式
保衛列寧格勒獎章採用五邊形綬帶，主體為32mm的黃銅製圓形獎章，兩側有兩側凸起邊緣。
獎章正面的下半由遠至近分別為一個紅軍士兵、一個紅海軍水兵和一個工人的浮雕圖像，三人均手持步槍，準備衝鋒。正面的背景為列寧格勒海军部大厦。在海军部大厦上方，圍繞著俄文「为了保卫」(俄语：«ЗА ОБОРОНУ»)；及列寧格勒”(俄语：«ЛЕНИНГРАДА»)；中间有一枚五角星分隔。
獎章背面的上方為锤子与镰刀标志，下方為俄文「為了我們的蘇維埃祖國」。
保衛列寧格勒獎章一般佩戴在左胸，當存在其他蘇聯勳章獎章時，應配戴在搶救溺水者獎章之後，所有其他戰役獎章之前。
如果佩戴了其它俄羅斯聯邦勳章或獎章，則後者具有優先權。

## 獲獎者（部分）
以下為保衛列寧格勒獎章的部分獲獎者（以最高軍銜排列）：
- 蘇聯共產黨領導安德烈·亞歷山德羅維奇·日丹諾夫
- 蘇聯元帥克利缅特·叶夫列莫维奇·伏罗希洛夫
- 苏联元帅格奥尔基·康斯坦丁諾維奇·朱可夫
- 苏联元帅列昂尼德·亚历山德罗维奇·戈沃罗夫
- 苏联元帅基里尔·阿法纳西耶维奇·梅列茨科夫
- 苏联元帅彼得·基里罗维奇·科舍沃伊（英语：Pyotr Koshevoy）
- 苏联元帅谢尔盖·费多罗维奇·阿赫罗梅耶夫
- 蘇聯海軍元帥伊萬·斯捷潘諾維奇·伊薩科夫
- 大將伊万·伊万诺维奇·费久宁斯基
- 海軍上將弗拉基米尔·菲利普维奇· 特里布茨（英语：Vladimir Tributs）
- 海軍上將戈尔代·伊万诺维奇·列夫琴科（英语：Gordey Levchenko）
- 海军上将弗拉基米尔·瓦西里耶维奇·米哈伊林（英语：Vladimir Mikhailin）
- 中将尼古拉·帕夫洛维奇·西蒙尼亚克（英语：Nikolai Simoniak）
- 中将阿列克谢·亚历山德罗维奇·库兹涅佐夫
- 海军少将弗拉基米尔·康斯坦丁诺维奇·科诺瓦洛夫（英语：Vladimir Konovalov）
- 坦克王牌、中校齐诺维奇·格里戈里耶维奇·卡罗诺夫
- 海军上校伊万·瓦西里耶维奇·特拉夫金（英语：Ivan Travkin）
- 俄罗斯联邦荣誉艺术家尼古拉·叶菲莫维奇·蒂姆科夫（英语：Nikolai Timkov）
- 俄罗斯联邦人民艺术家、退役炮兵伊万·米哈伊洛维奇·瓦里切夫（英语：Ivan Varichev）
- 画家、退役炮兵罗斯季斯拉夫·伊万诺维奇·沃夫库什夫斯基（英语：Rostislav Vovkushevsky）
- 畫家彼得·康斯坦丁诺维奇·瓦西里耶夫
- 畫家谢尔盖·伊万诺维奇·奥西波夫
- 画家尼古拉·尼古拉耶维奇·勃兰特（英语：Nikolai Brandt）
- 歌劇女高音卡丽娜·维许涅芙絲卡雅
- 诗人、战时列宁格勒电台广播员奧尔加·费奥多罗芙娜·伯格霍尔茲（英语：Olga Bergholz）
- 苏联人民艺术家尤里·弗拉基米洛维奇·尼库林（英语：Yuri Nikulin）
- 演员、导演尤里·彼得罗维奇·柳比莫夫
- 花样滑冰冠军马娅·彼得罗夫娜·贝伦卡娅（英语：Maya Belenkaya）
- 科学家、工程师米哈伊尔·鲍里索维奇·格兰特（英语：Mikhail Golant）
- 物理学家尤里·安德烈耶维奇·雅帕（英语：Yuri Yappa）

## 延伸閱讀
- 列寧格勒保衛戰
- 列寧格勒

## 參照
- Legal Library of the USSR（页面存档备份，存于）
- Указ Президиума Верховного Совета СССР «Об учреждении медалей «За оборону Ленинграда», «За оборону Одессы», «За оборону Севастополя» и «За оборону Сталинграда» и награждении этими медалями участников обороны Ленинграда, Одессы, Севастополя и Сталинграда» от 22 декабря 1942 года （页面存档备份，存于） // Ведомости Верховного Совета Союза Советских Социалистических Республик : газета. — 1942. — 30 декабря (№ 47 (206)). — С. 1.